# Michael Haydn
| I denna artikel     |
| används tonnamnen   |
| B♭ och H.           |
| Se olika skrivsätt. |

Johann Michael Haydn, född 14 september 1737 i Rohrau, död 10 augusti 1806 i Salzburg, var en österrikisk kompositör. Han var yngre bror till Joseph Haydn.
Michael Haydn var ärkebiskoplig kapellmästare i Salzburg samt senare organist och konsertmästare vid domkyrkan där. Han var särskilt produktiv på kyrkomusikens område och skrev dessutom en mängd symfonier och kammarmusik. Carl Maria von Weber och Anton Reicha var elever till Michael Haydn. En ny upplaga av hans kompositioner utgavs i Denkmäler der Tonkunst in Oesterreich.
Detaljerad verkförteckning
Översiktlig verklista:

## Instrumental musik

### Symfonier
- Symfoni nr 1 i C-dur, MH 23, Perger 35 (1758?)
- Symfoni nr 1A i D-dur, MH 24 (1758?)
- Symfoni nr 1B i F-dur, MH 25 (1758?)
- Symfoni nr 1C i G-dur, MH 26 (1758?)
- Symfoni nr 1D i Ess-dur, MH 35 (1760)
- Symfoni nr 2 i C-dur, MH 37, Perger 2 (1761)
- Symfoni nr 3 i G-dur,  (Divertimento) (1763)
- Symfoni nr 4 i B♭-dur, MH  50, Perger 36 (1763)
- Symfoni nr 5 i A-dur, MH 63, Perger 3 (1763)
- Symfoni nr 6 i C-dur, MH 62, Perger 51 (1764)
- Symfoni nr 7 i E-dur, MH 65, Perger 5 (1764)
- Symfoni nr 8 i C-dur, MH 64, Perger 4 (1764)
- Symfoni nr 9 i D-dur, MH 50, Perger 36 (1760?)
- Symfoni nr 10 i D-dur, MH 69, Perger 38 (1764?)
- Symfoni nr 11 i B♭-dur, MH 37, Perger 2 (1761)
- Symfoni nr 12 i G-dur, MH 108, Perger 7 (1768)
- Symfoni nr 13 i D-dur, MH 132, Perger 37 (1768?)
- Symfoni nr 14 i D-dur, MH 133, Perger 52 (1771)
- Symfoni nr 15 i D-dur, MH 150, Perger 41 (1771)
- Symfoni nr 16 i A-dur, MH 152, Perger 6 (1771)
- Symfoni nr 17 i E-dur, MH 151, Perger 17 (1771?)
- Symfoni nr 18 i C-dur, MH 188, Perger 10 (1773)
- Symfoni nr 19 i D-dur, MH 198, Perger 11 (1774)
- Symfoni nr 20 i C-dur, MH 252, Perger 12 (1777)
- Symfoni nr 21 i D-dur, MH 272, Perger 42 (1778)
- Symfoni nr 22 i F-dur, MH 284, Perger 14, Sherman 23
- Symfoni nr 23 i D-dur, MH 287, Perger 43, Sherman 22
- Symfoni nr 24 i A-dur, MH 302, Perger 15
- Symfoni nr 25 i G-dur, MH 284, Perger 16 (1783)
- Symfoni nr 26 i Ess-dur, MH 340, Perger 17 (1783)
- Symfoni nr 27 i B♭-dur, Opus 1 nr 2, Perger 18, MH 358
- Symfoni nr 28 i C-dur, Opus 1 nr 3, Perger 19, MH 384
- Symfoni nr 29 i D-moll, MH 393, Perger 20 (1784)
- Symfoni nr 30 i D-dur, MH 399, Perger 21 (1785)
- Symfoni nr 31 i F-dur, MH 405, Perger 22 (1785)
- Symfoni nr 32 i D-dur, MH 420, Perger 23 (1786)
- Symfoni nr 33 i B♭-dur, MH 425, Perger 22 (1786)
- Symfoni nr 34 i Ess-dur, MH 473, Perger 26 (1788)
- Symfoni nr 35 i G-dur, MH 474, Perger 27 (1788)
- Symfoni nr 36 i B♭-dur, MH 475, Perger 28 (1788)
- Symfoni nr 37 i D-dur, MH 476, Perger 29 (1788)
- Symfoni nr 38 i F-dur, MH 477, Perger 30 (1788)
- Symfoni nr 39 i C-dur, MH 478, Perger 31 (1788)
- Symfoni nr 40 i F-dur, MH 507, Perger 32 (1789)
- Symfoni nr 41 i A-dur, MH 508, Perger 33 (1789)

### Konserter
- Konsert i C-dur för orgel och viola, MH 41, Perger 55
- Flöjtkonsert nr 1 i D-dur, MH 81, Perger 54
- Flöjtkonsert nr 2 i D-dur, MH 105, Perger 56
- Cembalokonsert i F-dur, MH 268, Perger 57
- Hornkonsert i D-dur, MH 134, Perger 134
- Trumpetkonsert nr 1 i C-dur, MH 60, Perger 34
- Trumpetkonsert nr 2 i D-dur, MH 104
- Violinkonsert i B♭-dur, MH 36, Perger 53
- Larghetto per il trombone concertato, Perger 34

## Kyrkomusik (Urval)

### Mässor
- Mässa, MH 2
- Mässa, MH 3
- Mässa, MH 18
- Mässa, MH 42
- Mässa, MH 44

### Annan flersatsig kyrkomusik
- Te Deum, MH 28

### Motetter
- "Alleluia. Lauda Jerusalem," MH 4
- Ave Regina, MH 14
- Salve Regina, MH 19
- Salve Regina, MH 20
- Salve Regina, MH 21
- Regina Caeli, MH 22
- Salve Regina, MH 29
- Salve Regina, MH 30
- Salve Regina, MH 31
- Salve Regina, MH 32
- Salve Regina, MH 33
- Salve Regina, MH 34
- Graduale, "Christus factus est" MH 38
- Sequentia, "Veni Sancte Spiritus" MH 39
- Hymnus, "Iste confessor"
- Offertorium, "Spiritus Domini. Veni Creator Spiritus" MH 45
- Offertorium, "i omnem terram"
- "Civitatem. Festina lente" MH 47
- "Vidi civitatem. Caelestis inter caetus" MH 48
- Ave Maris Stella, MH 49
- Vesperae de Dominica, MH 58
- Litaniae de Venerabili Sacramento, MH 66
- Litaniae Lauretanae, MH 71
- Offertorium Ave Maria, MH 72
- Litaniae Lauretanae, MH 74
- Hymnus Urbs Jerusalem, MH 75
- Introitus Dedit mihi, MH 77
- Hymnus Invictus heros, MH 78
- Hymnus Jam faces lictor, MH 79
- Regina Caeli, MH 80
- Litaniae Lauretanae, MH 88
- Litaniae Lauretanae, MH 89
- Salve Regina, MH 90
- Salve Regina, MH 91
- Alma Redemptoris Mater, MH 92
- Regina Caeli, MH 93
- Regina Caeli, MH 94
- Offertorium Eia laeti exsultemus, MH 95
- Offertorium Veni sancte Spiritus. O beata amata, MH 96
- Asperges me, MH 98
- Vidi Aquam, MH 99
- Hymnus Jesu Corona, MH 100